# 白川博一
白川 博一（しらかわ ひろかず、1950年（昭和25年）4月16日 - ）は、日本の政治家。勲等は旭日小綬章。
長崎県壱岐市長（4期）、全国離島振興協議会会長、芦辺町長（1期）を歴任。

## 来歴
長崎県芦辺町（現・壱岐市）出身。長崎県立壱岐高等学校卒業。芦辺町職員となる。2001年（平成13年）8月から2002年（平成14年）8月まで壱岐4町合併協議会事務局次長を務めた。
2003年（平成15年）4月の芦辺町長選挙に箱崎漁協の推薦を受けて立候補し、初当選した。
2004年（平成16年）3月1日、芦辺町は郷ノ浦町・勝本町・石田町と新設合併を行い、壱岐市が誕生。これに伴って同年4月18日に行われた壱岐市長選挙は、白川、元郷ノ浦町議の長田徹、前郷ノ浦町長の長嶋立身の三者の戦いとなったが、長田が当選した（長田：8,374票、白川：8,141票、長嶋：6,582票）。
2008年（平成20年）4月の壱岐市長選も前回と同じく白川、長田、長嶋の3名が立候補。初当選を果たした（長田：6,392票、白川：8,567票、長嶋：6,279票）。
2012年（平成24年）、再選。同年5月30日、全国離島振興協議会会長に就任。
2016年（平成28年）、元小学校教諭の新人、元国会議員秘書の新人らを破り、3選。
2020年（令和2年）の同選挙で元経営相談所長の森俊介を破り4選（白川：7,371票、森：7,042票）。
2023年（令和5年）10月3日、記者会見を開き任期満了に伴う来春の市長選挙に出馬しないことを表明した。
2025年（令和7年）春の叙勲で旭日小綬章を受章した。

## 不祥事

### 公共工事指名競争入札の除外問題
2016年（平成28年）4月10日の市長選直後の4月12、14日に市内4か所の市道建設工事の入札が告示された。ところが4月22日に4件の入札が突然中止になった。5月6日に建設工事の指名審査委員会（委員長・中原康壽副市長）が開かれ、3件が指名競争入札に、1件が制限付き一般競争入札となったが、同委員会は、市長選で対立候補を支援した市内の業者（以下Aとする）に対して指名外しを行った。このことからAは7月に建設業の廃業届を県と市に提出し、事実上の廃業となった。同年12月、Aは長崎地検に対して白川と中原副市長を公務員職権乱用の疑いで告訴状を提出。
この問題について白川は市議会一般質問で「指名を外したのは私の指示で、全責任は私にある」と述べたが、2018年（平成30年）6月7日、長崎地検は不起訴処分（7月1日付け）にしたと発表した。

### 市忘年会でコロナウイルスのクラスター発生
2020年（令和2年）秋頃から再び新型コロナウイルスの感染が広がり、同年12月、政府や自治体は会食する場合、参加者は原則4人以下にするよう呼びかた。ところが12月下旬、壱岐市役所の市民福祉課とこども家庭課は忘年会を開き、約20人が参加。12月30、31日の検査で、両課の職員7人の感染が判明した。ほかに企画振興部の職員2人の感染もわかった。12月31日、白川は島の防災放送で謝罪の言葉を述べ、市職員が家族以外と飲食することを当面禁じると述べた。